# Julie von May
Pour les articles homonymes, voir May.
Julie von May (von Rued), née le 26 février 1808 à Berne et morte dans la même ville le 5 mars 1875, est une féministe suisse, militante pour les droits des femmes.

## Biographie
Originaire d'une famille exploitant un domaine viticole dans le canton de Vaud, elle épouse en 1827 son cousin, Friedrich Amadeus Sigmund von May, qui est un homme de lettres, rédacteur d'essais théologiques et juridiques, et amateur d'histoire naturelle, d'astronomie et d'homéopathie.  Lorsque celui-ci fait une chute de cheval et a besoin de soins, elle s'occupe de lui, et devient sa secrétaire. Elle fait de nombreux voyages avec lui. Elle aide aussi son beau-père à rédiger son livre sur l'histoire locale « Geschichte der Herrschaft Rued ».
En 1840, elle donne naissance à sa fille, Esther, ce qui lui est reproché par son beau-père qui aurait préféré un garçon. 
En 1868 elle rejoint l'Association internationale des femmes fondée par Marie Goegg-Pouchoulin, puis les deux femmes créent en 1872 l’Association pour la défense des droits de la femme dont elle assume la présidence jusqu'en 1875. Elle a relativement peu défendu le suffrage des femmes, mais s’est concentrée sur l’égalité devant la loi.
Elle publie des articles dans son journal Solidarité et dans le quotidien Der Bund. En 1872 à l’occasion de la révision de la Constitution de la Suisse elle demande dans son écrit intitulé Die Frauenfrage in der Schweiz (La Question des femmes en Suisse) que les femmes puissent bénéficier de l’égalité dans le droit privé et dans l'économie, en se basant sur l'article 4 de la Constitution prévoyant l'égalité des Suisses entre eux et en faisant appel à l'équité, en constatant que les femmes ont les mêmes devoirs que les hommes. Elle plaide entre autres pour que les femmes soient assujetties aux mêmes règles fiscales que les  hommes, et non pas à une imposition au titre du couple (revendication toujours d'actualité en 2020).
Elle appelle les femmes à créer des associations pour pouvoir formuler leurs aspirations et fixer des objectifs par le biais de pétitions. Ainsi débute le mouvement organisé des femmes au niveau fédéral. Le principal but des associations est l’amélioration de la situation sociale des femmes, soulagement de la pauvreté et soutien aux prisonnières. Les femmes issues de la bourgeoisie se livrent à des activités nouvelles qui sont tolérées par la société parce qu’elles respectent les rôles traditionnel de l’homme et de la femme.